# 四季紅
〈四季紅〉是台灣日治時期的台語流行歌曲及民謠，李臨秋作詞、鄧雨賢作曲，是台灣流行音樂史上著名歌謠之一，和同為鄧雨賢作曲的《雨夜花》、《望春風》、《月夜愁》合稱為『四月望雨』。1937年發行，原唱為純純和豔豔。
1997年10月30日在台北凱悅大飯店舉行的中國電視公司開播28周年茶會，中視八點檔連續劇《大姐當家》女主角孫翠鳳及男主角翁家明現場合唱〈四季紅〉。
〈四季紅〉也曾被方瑞娥，李靜美、詹宏達等人翻唱。
電子遊戲《返校》引用〈四季紅〉，臺灣作曲家張衞帆擔任改編。